# Ray E. Luke
Ray Edward Luke (né le 30 mai 1928 à Fort Worth, mort le 15 septembre 2010 dans le comté de Caddo) est un compositeur et un trompettiste américain.
En 1969, il remporte le premier prix de composition (concerto pour violon) lors du Concours musical international Reine Élisabeth de Belgique.